# (9488) Huia
(9488) Huia (9523 P-L) – planetoida z pasa głównego asteroid okrążająca Słońce w ciągu 3,47 lat w średniej odległości 2,29 j.a. Odkryta 24 września 1960 roku.